# Харбинська культура
Харбинська культура - археологічна культура  середньокам'яної та ранньої новокам'яної діб.
Датується XI - V тисяріччями до Р.Х.. Виділена П.М. Кольцовим.

## Поширення
Північно-західний Надкаспій між Волгою й Кумо-Маничською западиною. 
Раніше вважалося, що тут існувала сіроглазівська культура північного Прикаспія. 
Разом з сіроглазівською відноситься до північнокаспійської культурно-історичної спільності.

## Дослідження
Виділена А.Н. Мелентьєвим, що відніс пам'ятки північного й північно-західного Прикаспія мезоліту на раннього неоліту до сіроглазівської культури. Пізній неоліт він відніс до надкаспійської культури. За останні десятиріччя відкрито десятки мезолітичних послень північно-західного Прикаспія та лівобережжя нижнього Поволжя (Рин-піски). За результатами досліджень висновки Мелентьєва були розширені та де в чому змінені.

## Пам'ятки
У північно-західному Прикаспії присутні статифіковані пам'ятки Ар-Доланг-1 й Му-Кюкн-2. Ранні пам'ятки: стоянки Яш-куль-5, Му-Кюкн-2 та інші. Вони розтащовані на низовинах біля невеликих водойм. 

## Вироби
Мікропластини, пластинки, отримані шляхом скалування з прямосторонніх конусоподібних неклеусів. Більшість знарядь праці виготовлені на пластинчатих сколах. У вторинній обробці застосовується притупляюча ретуш. Крем'яні знаряддя праці: кінцеві сребачки, пластини з притупленою спинкою й поперечним або косозрізаним кінцем, пластинчаті накінечники стріл з черешком, мікрорізці на куту пластинок, низькі продовжені сегменти з крутою ретушью за вигибом лез, прямокутні вкладиши, сіметричні трапеції оброблені крутою ретушью по боках та іноді по верхньому основанню.
Інвентар подібний до передкавказького та закавказького. Найбільшої подібності має з інвентарем стоянок: Едзані, Квачара, Сатанай, Комарове, Томузлівка й Дубівка, Гофітське.
Найбільша тотожність у добу раннього мезоліту з пам'ятками сіроглазівської культури жекалганської групи за низькими сегментами, оброблені ретушью за вигином лез, різці на куту пластинки, січіння пластин оброблених пологою ретушью з брюшка. Подібні вироби присутні у мезоліті Криму та Причорномор'я. З найвіддалених пам'яток подібність до передньоазійських Зарзі та Шанідар, де присутні сегменти двухсторонньї обробки, що називаються "виробами з гелуанською ретушью". Проте повна подібність виробів вишевказаних територій відсутня.
Різниця між північнокаспійська (найхарактерні сегменти з паралелограмами за невеликою чисельності трапецій) та північно-західна (найхарактерні пластинчатих накінечників стріл, стале поєднання сегментів, трапецій та трикутників) вказує на приналежність до різних археологічних культур.
Склад фауни стоянки Ар-Доланг-1 (коні, сайги, бик та інші), відповідає більш вологому за сучасний клімат бореальному періоду раннього голоцену (10 - 8 тисячоріч назад за М.І. Нейштадту).
Харбинській культурі характерні пластини з чіткої огранкою, присутність кінцевих та округлих скребачок, вкладишна техніка. Аналоги харбинським виробам можна зустріти у пам'ятках істайської групи північного Прикаспія, на Передкавказзі та у Закавказзі, у Зарзі та Шанідарі. Проте харбинська технологія самостійно розвивається у пізньому мезоліті (не пізніше 7 сторіччя до Р.Х.) на місцевій основі, що розвиваються далі вже у час неоліту. Саме місцеве походження харбинських пам'яток відносить північно-західний Каспій до однієї харбинської культури у всій середньокам'яній добі.
У формуванні харбинської культури є вплив північно-західного Кавказу.

## Північнокаспійська культурно-історична спільність
Генетична близькість мезолітичних культур північного та північно-західного Прикаспія, єдність культурного та господарського типу, що обумовлено подібними природно-кліматичними умовами дозволяє об'єднання сіроглазівської та харбинської культур у північнокаспійську культурно-історичну спільність.